# Raión de Pávlovskaya
El raión de Pávlovskaya (del ruso: Павловский район) es uno de los treinta y siete raiones en los que se divide el krai de Krasnodar, en Rusia. Está situado en el área septentrional del krai. Limita al sur con los raiones de Tijoretsk y Výselki, al suroeste con el raión de Briujovétskaya, al oeste con el raión de Kanevskaya, al noroeste con el raión de Leningrádskaya, al norte con el raión de Krylovskaya y al este con el raión de Novopokróvskaya. Tenía 67 754 habitantes en 2010 de 53 nacionalidades. Tiene una superficie de 1 788 km². Su centro administrativo es Pávlovskaya.
Está enmarcado en las llanuras de Kubán-Priazov. Su altitud media es de 50 m Está surcado por el río Sosyka y el río Chelbas y varios de sus afluentes, en los que se han construido varias represas artificiales.
El clima del raión es continental.

## Historia
El raión fue establecido el 2 de junio de 1924 en la composición del ókrug de Kubán del óblast del Sudeste sobre el territorio del anterior otdel de Yeisk del óblast de Kubán-Mar Negro. Inicialmente lo formaban 11 selsoviets: Atamanski, Vesióli, Ekaterinovski, Kurchanski, Nezamayevski, Novomijáilovski, Novopetrovski, Novoplastúnovski, Pávlovski, Staroleushkovski y Upornenski. El 16 de noviembre de ese mismo año pasó a formar parte del krai del Cáucaso Norte.
El 11 de febrero de 1927 se le anexionó una parte del raión de Umánskaya. El 10 de enero de 1934 se integró en el krai de Azov-Mar Negro. El 31 de diciembre de ese año, se estableció el raión de Krýlovskaya en los selsoviets Krýlovski, Leningradski, Nezamayevski, Novoleushkovski y Smalinski del raión, con centro en Krýlovskaya. El 13 de septiembre de 1937 se establece el krai de Krasnodar. El 4 de mayo de 1941 el selsoviet Vesioli del raión de Nezamayevskaya entra en el raión. El 22 de agosto de 1953 se le añade el territorio del raión de Novoleuskovskaya. Los raiones de Krýlovskaya y Leningrádskaya el 11 de febrero de 1963 son disueltos e integrados en el raión de Pávlovskaya. El 3 de marzo de 1964 es restablecido el raión de Leningrádskaya con las fronteras anteriores y el 5 de abril de 1978 se restablece el de Krylovskaya.
En 1993 se disuelven los selsoviets y en 2005 se establece la división administrativa en los municipios rurales.

## Demografía
| Año  | Población |
| ---- | --------- |
| 1959 | 59 107    |
| 1970 | 97 795    |
| 1979 | 65 370    |
| 1989 | 63 949    |
| 2002 | 68 470    |
| 2009 | 67 851    |

## División administrativa
El raión se divide en once municipios rurales, que engloban a 29 localidades.
| Municipios de tipo rural           | Poblaciones* |
| ---------------------------------- | --- |
| Municipio rural Atamánskoye        | - stanitsa Atamánskaya |
| Municipio rural Vesiólovskoye      | - stanitsa Vesiólaya |
| Municipio rural Nezamayevskoye     | - stanitsa Nezamayevskaya                                                                                                  |
| Municipio rural Novoleushkovskoye  | - stanitsa Novoleushkovskaya - jútor Pervomaiski                                                                           |
| Municipio rural Novopetróvskoye    | - stanitsa Novopetróvskaya                                                                                                 |
| Municipio rural Novoplastúnovskoye | - stanitsa Novoplastúnovskaya - jútor Balchanski - jútor Mezhdurechenski - jútor Novi Ural                                 |
| Municipio rural Pávlovskoye        | - stanitsa Pávlovskaya - jútor Vesiólaya Zhizn - seló Krasnopartizánskoye - jútor Novi - jútor Púshkina - jútor Shevchenko |
| Municipio rural Sévernoye          | - posiólok Séverni - jútor Krasni - posiólok Svobodni                                                                      |
| Municipio rural Srednochelbaski    | - posiólok Oktiabrski - jútor Beisuzhok - jútor Leninodar - posiólok Náberezhni - jútor Sredni Chelbas - posiólok Yuzhni   |
| Municipio rural Staroleushkovskoye | - stanitsa Staroleushkovskaya - stanitsa Ukraínskaya                                                                       |
| Municipio rural Upornenskoye       | - jútor Uporni - posiólok Západni                                                                                          |

*Los centros administrativos están resaltados en negrita.

## Economía y transporte
El principal sector económico es la agricultura, principalmente el cultivo de cereales (trigo, maíz) y la ganadería. Las principales industrias se dedican al procesado de productos agrícolas, la azucarera OOO Pávlovski Sájarni Zavod, la cárnica OOO Miasokombinat Pávlovski, las conserveras Tejada, Pávlovski raipo, OOO Kombikormovi zavod Pávlovski. En la región se hallan yacimientos de arena y arcilla para la construcción.
El ferrocarril del Cáucaso Norte atraviesa de norte a sur el raión por su zona central, y hacia el oeste se extiende desde Pávlovskaya el ferrocarril de Yeisk. Por el raión pasan dos carreteras federales, la M4 Don Moscú-Novosibirsk y la M29 Cáucaso Pávlovskaya-frontera azerí.

## Servicios sociales
En cuanto a la atención sanitaria, en el área existen 6 hospitales, 2 enfermerías y 16 puntos de atención.
Para la educación existen cincuenta instituciones educativas, 21 escuelas secundarias, 24 jardines de infancia, dos escuelas de arte, una de música. Asimismo se hallan en el raión 21 bibliotecas, un museo histórico y 26 clubes de cultura rural.
Para la práctica y la instrucción del deporte hay 24 salas deportivas, dos estadios, 16 campos de fútbol, pistas deportivas y una piscina.